# Daniëlle van de Donk
Daniëlle van de Donk (* 5. August 1991 in Valkenswaard) ist eine niederländische Fußballspielerin, die seit 2021 beim Olympique Lyon spielt und seit 2010 in der niederländischen Fußballnationalmannschaft der Frauen.

## Karriere

### Vereine

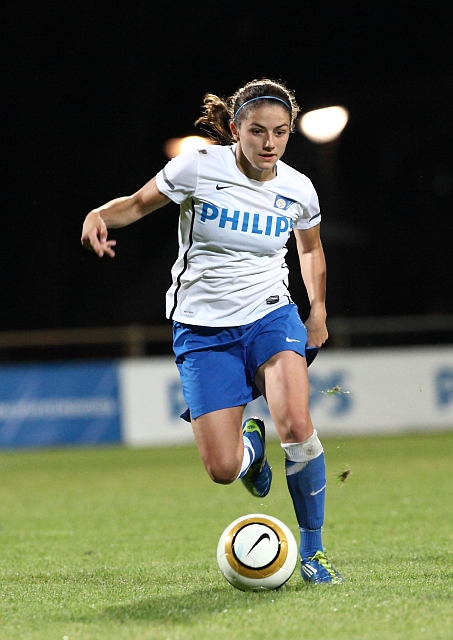
Daniëlle im Trikot von PSV/FC Eindhoven

Nach ihrer Jugend bei sv Valkenswaard und VV UNA in ihrer Heimatregion spielte van de Donk als 16-Jährige seit 2008 bei Willem II in der Eredivisie. Als der Verein 2011 aus finanziellen Gründen die Frauenabteilung schloss, wechselte sie zu VVV-Venlo. Als 2012 die neue Frauenmannschaft des PSV/FC Eindhoven aufgebaut wurde, kehrte sie für drei Jahre nach Brabant zurück.
Nachdem sie im Sommer 2015 zwischenzeitlich zum Göteborger FC gewechselt war, schloss sie sich im November 2015 dem Arsenal Women FC in London an. Dort hat sie bereits mehrfach ihren Vertrag verlängert, zuletzt im März 2019, als sie einen "längerfristigen Vertrag" abgeschlossen hat. In dieser Zeit gewann sie mit dem Arsenal Women FC zahlreiche Titel, wie den FA Women’s Cup 2015/16, den FA Women’s League Cup 2017/18 und die Englische Meisterschaft in der Saison 2018/19. Mit Arsenal erreichte sie das Viertelfinale der UEFA Women’s Champions League 2019/20, wo sie mit 1:2 gegen Paris Saint-Germain ausschieden. Die auf Grund der COVID-19-Pandemie vorzeitig beendete Saison 2019/20 beendete Arsenal auf dem dritten Platz und verpasste damit die Teilnahme an der UEFA Women’s Champions League 2020/21.
Zur Saison 2021/22 wechselte sie zu Olympique Lyon. In der UEFA Women’s Champions League 2021/22 wurde sie in zwei Qualifikations- und drei Spielen der erstmals ausgetragenen Gruppenphase eingesetzt. In den letzten beiden Spielen, in denen sich Lyon den Gruppensieg sicherte, konnte sie wegen ihres im Länderspiel am 27. November 2021 erlittenen Achillessehnenrisses nicht eingesetzt werden. In der Gruppenphase der UEFA Women’s Champions League 2022/23 wurde sie in den sechs Spielen eingesetzt und qualifizierte sich mit Lyon durch ein torloses Remis im letzten Spiel gegen Juventus Turin als Gruppenzweiter für das Viertelfinale. Dort kam aber das vorzeitige Aus, denn nach einer 0:1-Heimniederlage gegen die Chelsea FC Women, konnten sie im Rückspiel an der Stamford Bridge zwar mit 2:1 nach Verlängerung gewinnen. Da die Auswärtstorregel in den europäischen Wettbewerben aber nicht mehr gilt, kam es zum Elfmeterschießen, das mit 3:4 verloren wurde, wobei sie nicht mehr mitwirkte, da sie in der 105. Minute ausgewechselt wurde.

### Nationalmannschaften
Mit der U-17-Mannschaft der Niederlande nahm sie an der Qualifikation zur U-17-Fußball-Europameisterschaft der Frauen 2008 teil. Die erste Runde bei einem Miniturnier in Polen wurde als Gruppensieger überstanden, in der zweiten Runde in Tschechien reichte es nur zu Platz 2 hinter England. Damit endete ihre Zeit in der U-17-Mannschaft und sie wechselte zur U-19 für die sie sechs Spiele bestritt.
Ihr erstes Länderspiel für die A-Nationalmannschaft machte sie am 15. Dezember 2010 bei einem Freundschaftsspiel gegen Mexiko. Im folgenden März wurde sie beim Zypern-Cup 2011 beim 6:0 gegen die Schweiz eingesetzt. Ihre Mannschaft erreichte dann das Finale, verlor dieses aber mit 1:2 nach Verlängerung gegen Kanada. Vor der WM 2011, für die sich die Niederlande nicht qualifiziert hatte, war die Mannschaft Testspielgegner einiger WM-Teilnehmer, u. a. für Nordkorea und Kanada, bei denen van de Donk zum Einsatz kam. Ab Herbst 2011 kam sie in zwei Spielen der Qualifikation für die EM 2013 zum Einsatz, die die Niederländerinnen im folgenden Sommer mit einem Punkt Rückstand hinter den Engländerinnen beendeten. Den Niederländerinnen reichte der zweite Platz aber für die direkte Qualifikation, da sie die meisten Punkte aller Gruppenzweiten erreichten. Beim Zypern-Cup 2013, bei dem die Niederländerinnen Platz 6 belegten, und in der Vorbereitung zur EM kam sie ebenfalls zum Einsatz. Sie wurde dann auch für die EM nominiert, bei der sie in den drei Gruppenspielen mitwirkte. Die Niederländerinnen scheiterten aber als Gruppenletzter und konnten als einzige Mannschaft kein Tor erzielen.

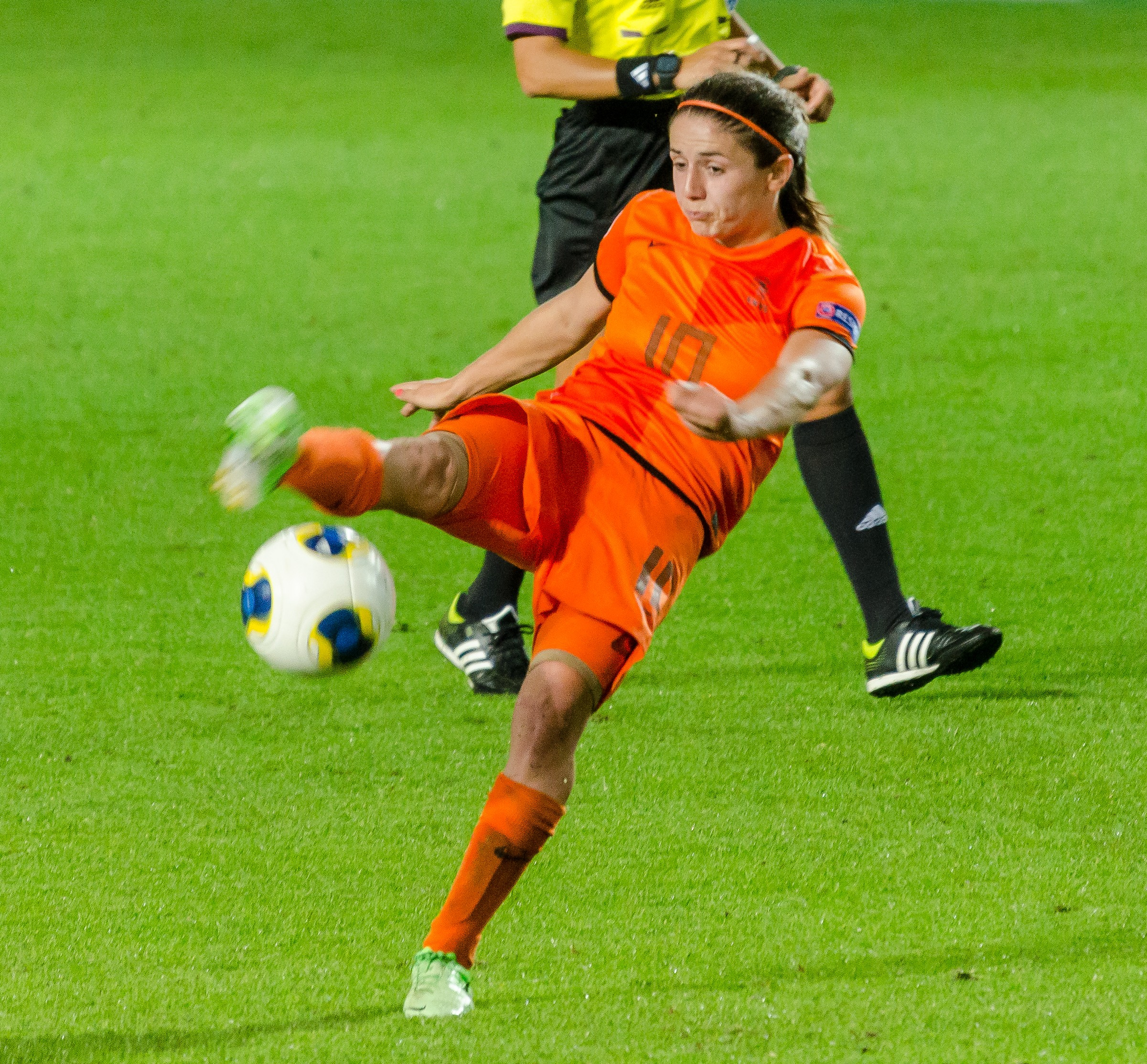
Daniëlle van de Donk bei der EM 2017

Ab September 2013 wurde sie dann auch in den Qualifikationsspielen für die WM 2015 eingesetzt. Für den Zypern-Cup 2014 wurde sie aber nicht berücksichtigt. Im September 2014 wurde die WM-Qualifikation auf Platz 2 hinter Norwegen abgeschlossen. Die Niederländerinnen mussten daher in die Playoffs der vier besten Gruppenzweiten und setzten sich dabei gegen Schottland und Italien durch, womit sie sich erstmals für die WM qualifizierten. Beim Zypern-Cup 2015 konnten die Qualifikationsleistungen dann nicht bestätigt werden und sie verloren z. B. das Spiel um Platz 7 gegen die Schottinnen, die sie in den WM-Playoffs noch ausgeschaltet hatten. Am 15. April 2015 wurde sie zunächst in den vorläufigen Kader für die WM 2015 berufen und dann auch am 10. Mai in den endgültigen Kader.
Im Jahre 2017 nahm van de Donk erneut an der Europameisterschaft der Frauen teil und gewann diese sogar mit der niederländischen Nationalmannschaft. Auch für die anschließende Weltmeisterschaft 2019 wurde sie nominiert, bestritt alle sieben Spiele und unterlag mit den Niederlanden erst im Finale der US-amerikanischen Nationalmannschaft.
Am 8. Oktober 2019 machte sie im EM-Qualifikationsspiel gegen Russland ihr 100. Länderspiel und erzielte den 1:0-Führungstreffer.
Bei den wegen der COVID-19-Pandemie um ein Jahr verschobenen Olympischen Spielen 2020 in Tokio wurde sie in den drei Gruppenspielen und im Viertelfinale gegen die USA eingesetzt, das mit 2:4 im Elfmeterschießen verloren wurde. Auch in den ersten fünf Spielen der laufenden Qualifikation für die WM 2023 wurde sie immer eingesetzt und erzielte vier Tore. Im fünften Spiel zog sie sich einen Achillessehnenriss zu und kam erst im Juni 2022 in Verein und Nationalmannschaft wieder zum Einsatz. Im Champions-League-Finale Ende Mai saß sie auf der Bank.
Am 31. Mai wurde sie für die EM-Endrunde nominiert. Im ersten Testspiel nach der Nominierung wurde sie zur zweiten Halbzeit eingewechselt, im WM-Qualifikationsspiel gegen Belarus nach 66 Minuten und im zweiten Testspiel spielte sie über 90 Minuten. Bei der EM kam sie in den drei Gruppenspielen und im Viertelfinale zum Einsatz, das in der Verlängerung gegen Frankreich verloren wurde. Im Gruppenspiel gegen Portugal erzielte sie das Tor zum 3:2-Endstand.
Auch im letzten Spiel der Qualifikation für die WM 2023 gegen Island stand sie in der Startelf. Durch ein Tor in der Nachspielzeit gewannen die Niederländerinnen mit 1:0 und qualifizierten sich damit für die WM-Endrunde.
Am 30. Juni 2023 wurde sie für die Endrunde nominiert, kam in vier der fünf Spiele ihres Teams zum Einsatz und schied mit ihrer Mannschaft im Viertelfinale gegen die Spanierinnen nach Verlängerung aus. Sie erzielte zwei Tore während des Turniers.
Sie wurde auch für die EM-Enrunde 2025 nominiert: Dort kam sie in den drei Gruppenspielen zum Einsatz, nach denen die Niederländerinnen ausschieden.

## Erfolge
- Europameister 2017
- FA Women’s Cup 2015/16
- FA Women’s League Cup 2017/18
- Englische Meisterschaft der Frauen 2018/19
- Zweite der Fußball-Weltmeisterschaft 2019
- UEFA-Women’s-Champions-League-Siegerin 2021/22 (ohne Finaleinsatz)
- Französische Meisterschaft der Frauen 2021/22, 2022/23, 2023/24, 2024/25
- Trophée des Championnes Féminin 2022/23, 2023/24
- Französische Pokalsiegerin 2022/23